# IQCB1
IQCB1‏ (IQ motif containing B1) هوَ بروتين يُشَفر بواسطة جين IQCB1 في الإنسان.